# Vaucheria
Vaucheria es un género de algas verde-amarillas (clase Xanthophyceae). Son algas macroscópicas presentes en ambientes terrestres o de agua dulce, en forma de filamentos con crecimiento apical que se amontonan formando esteras. Sus células forman cenocitos con una gran vacuola que se extiende a lo largo de todo el filamento a excepción del extremo de crecimiento y que empuja al citoplasma circundante. Los cloroplastos se localizan en la periferia del citoplasma, con los núcleos localizados hacia el centro, cerca de la vacuola. Su ciclo de vida es diplóntico, aunque inicialmente se pensó que era haplóntico.